# Ceyzérieu
Ceyzérieu è un comune francese di 992 abitanti situato nel dipartimento dell'Ain della regione dell'Alvernia-Rodano-Alpi. È bagnato dal fiume Séran.

## Storia

### Simboli
Lo stemma è stato adottato dal comune nel settembre del 2024.
Vi sono rappresentati i blasoni dei du Bugey (di gueules, al leone d'armellino) e della famiglia De Gramont (d'oro, al leone d'azzurro, armato e lampassato di rosso);
la croce di Sant'Andrea ricorda il patrono della parrocchia mentre le canne simboleggiano le paludi di Lavours.

## Società

### Evoluzione demografica
Abitanti censiti